# Llimonera (papallona)

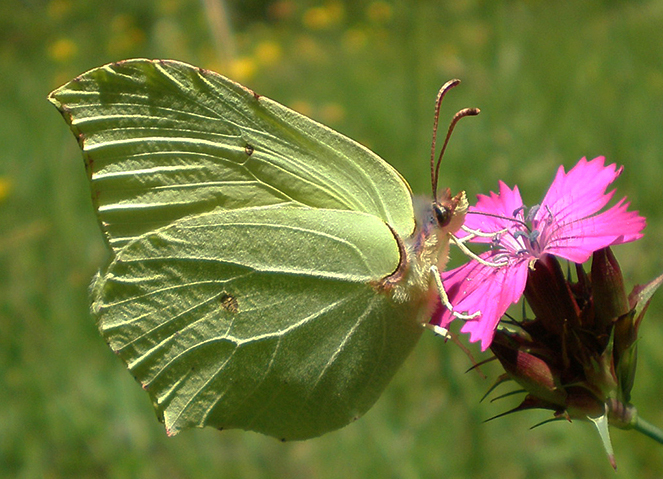
Exemplar adult a la Vall del Madriu (Andorra).

La llimonera (Gonepteryx rhamni) és una espècie de lepidòpter papilionoïdeu de la família dels pièrids (Pieridae) present als Països Catalans.

## Descripció

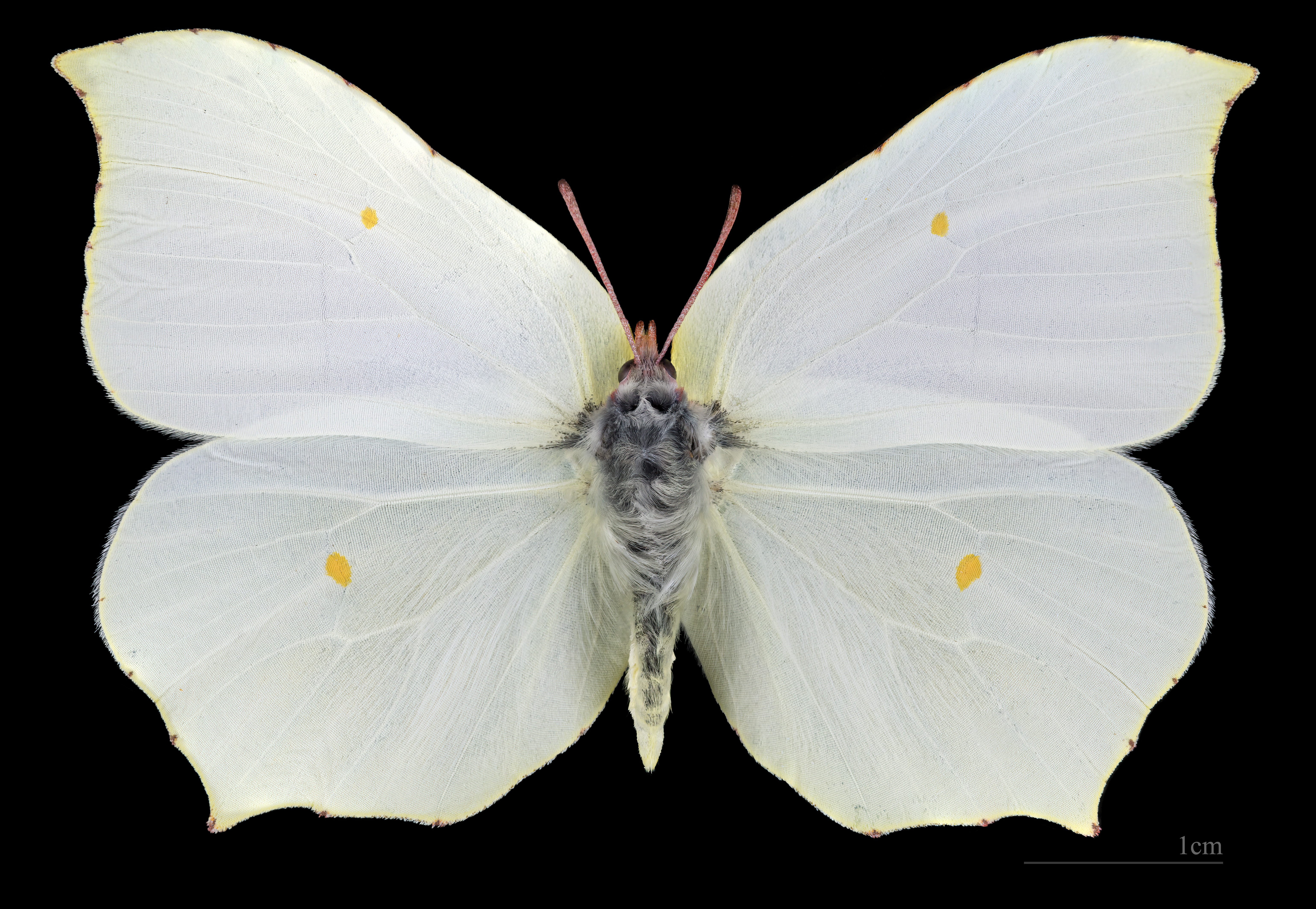
Gonepteryx rhamni ♀
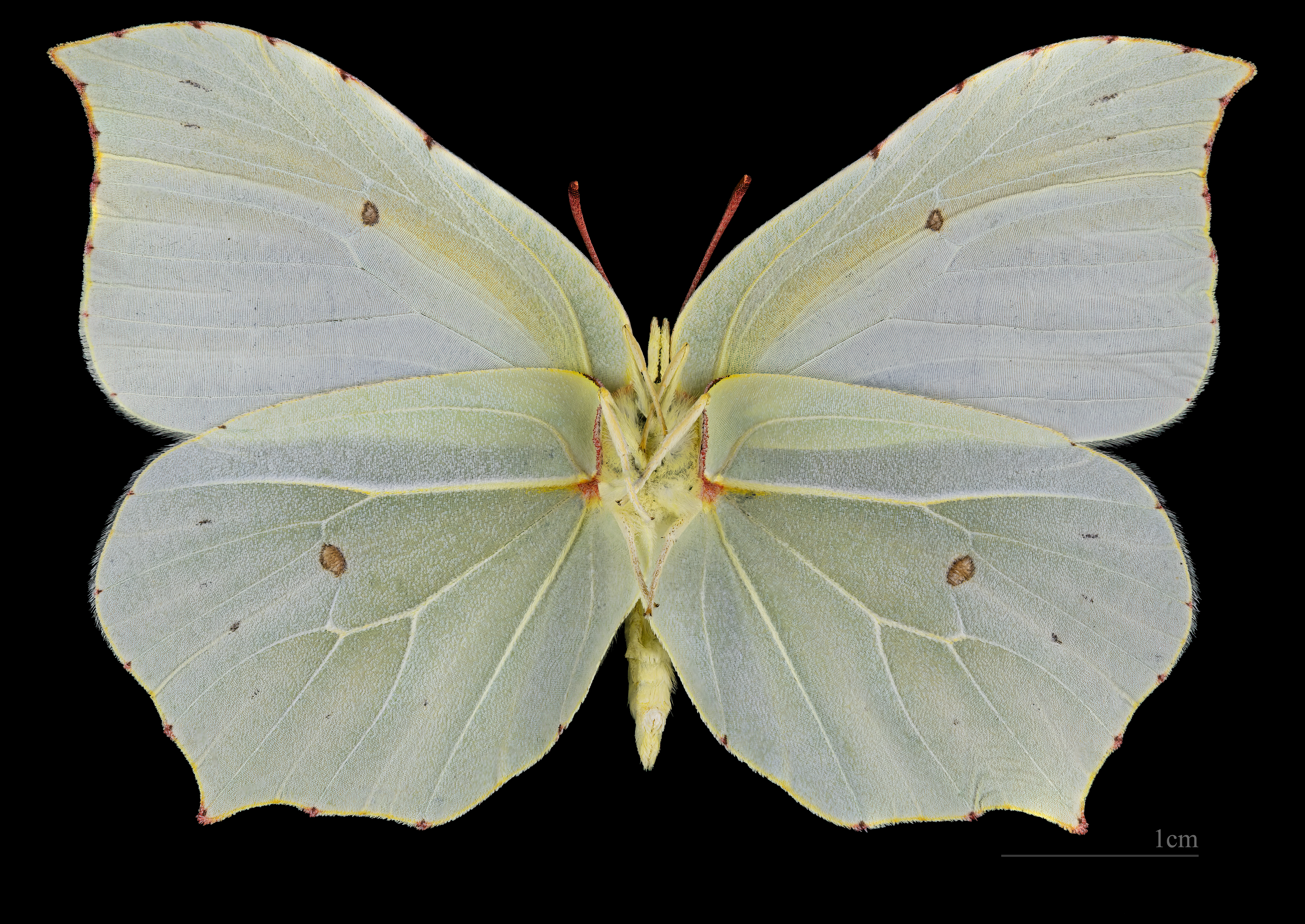
Gonepteryx rhamni ♀ △

## Distribució
Es distribueix pel nord-oest d'Àfrica, Europa i Turquia fins a l'oest de Sibèria, el Kirguizstan i Mongòlia. Es troba per tota la península Ibèrica, encara que és més comuna al nord.

## Hàbitat
Zones arbustives seques o humides normalment associades a boscos i pendents herbosos i rocosos amb arbustos dispersos. L'eruga s'alimenta de Frangula alnus i de diverses espècies del gènere Rhamnus.

## Període de vol
Una generació a l'any al nord i centre d'Europa, entre juny i juliol; voltinisme incert al sud d'Europa i nord-oest d'Àfrica, on la primera generació vola entre maig i octubre. Hiberna com a adult; els individus hivernants comencen a volar els dies càlids de finals d'hivern.